# Бютт (Північна Дакота)
Бютт (англ. Butte) — місто (англ. city) в США, в окрузі Маклейн штату Північна Дакота. Населення — 70 осіб (2020).

## Географія
Бютт розташований за координатами 47°50′13″ пн. ш. 100°39′57″ зх. д. / 47.83694° пн. ш. 100.66583° зх. д. (47.837036, -100.665872).  За даними Бюро перепису населення США в 2010 році місто мало площу 0,66 км², уся площа — суходіл.

## Демографія
Згідно з переписом 2010 року, у місті мешкало 68 осіб у 40 домогосподарствах у складі 17 родин. Густота населення становила 103 особи/км².  Було 84 помешкання (128/км²).
Расовий склад населення:
| - 100,0 % — білих |

До двох чи більше рас належало 0,0 %. Частка іспаномовних становила 0,0 % від усіх жителів.
За віковим діапазоном населення розподілялося таким чином: 10,3 % — особи молодші 18 років, 52,9 % — особи у віці 18—64 років, 36,8 % — особи у віці 65 років та старші. Медіана віку мешканця становила 60,3 року. На 100 осіб жіночої статі у місті припадало 126,7 чоловіків;  на 100 жінок у віці від 18 років та старших — 125,9 чоловіків також старших 18 років.
Середній дохід на одне домашнє господарство  становив 50 952 долари США (медіана — 36 875), а середній дохід на одну сім'ю — 64 367 доларів (медіана — 40 833). За межею бідності перебувало 11,8 % осіб, у тому числі 27,3 % дітей у віці до 18 років та 0,0 % осіб у віці 65 років та старших.
Цивільне працевлаштоване населення становило 25 осіб. Основні галузі зайнятості: фінанси, страхування та нерухомість — 16,0 %, освіта, охорона здоров'я та соціальна допомога — 16,0 %, транспорт — 12,0 %, роздрібна торгівля — 12,0 %.